# Elioth Gruner

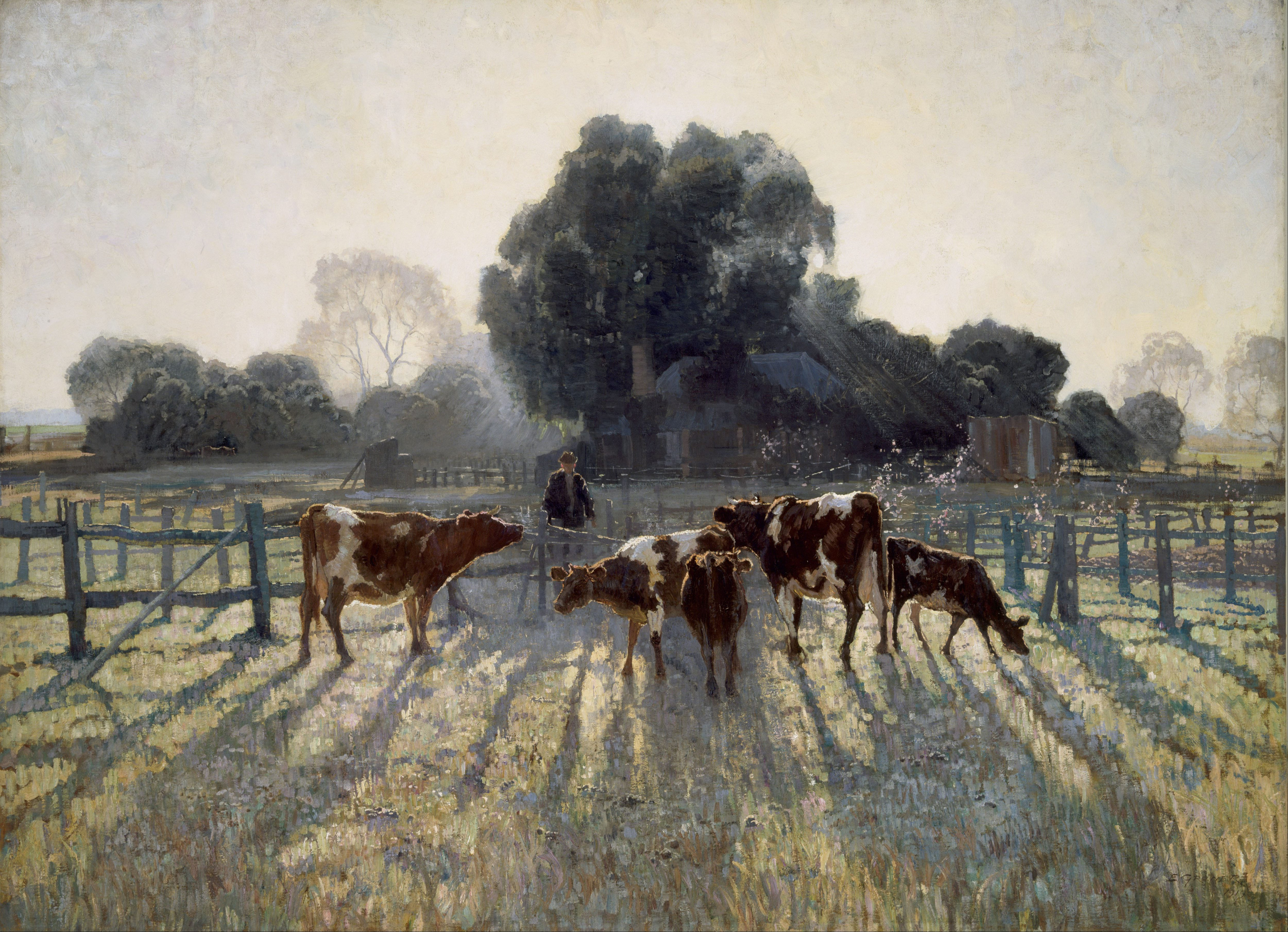
Spring Frost (1919), Freilichtmalerei bei Emu Plains, New South Wales

Elioth Lauritz Leganyer Gruner, früh von Grüner anglisiert (* 16. Dezember 1882 in Gisborne; † 17. Oktober 1939 in Sydney), war ein australischer Maler und siebenmaliger Gewinner des Wynne-Preises.

## Kindheit
Gruner wurde geboren in Neuseeland als jüngerer Sohn von Elliott Grüner, einem in Norwegen geborenen Gerichtsdiener, und seiner irischen Frau Mary Ann, die 1922 starb. Gruner wurde noch vor seinem ersten Geburtstag nach Sydney gebracht und zeigte schon im frühen Alter ein Verlangen zum Zeichnen.  Als er zwölf Jahre alt war, nahm ihn seine Mutter mit zu Julian Ashton, bei dem er seinen ersten Kunstunterricht erhielt. Nachdem sein Vater und sein älterer Bruder gestorben waren, besorgte er sich im Alter von 14 Jahren eine Stelle in einem Laden, in dem er von 7:40 Uhr bis 21:30 Uhr arbeitete, um den Haushalt zu unterstützen.

## Künstlerische Karriere
Gruner malte an den Wochenenden. Ab 1901 sandte er Arbeiten zur Ausstellung der Society of Artists in Sydney. Ab 1907 interessierten sich auch andere Künstler für seine Arbeit, ein Bewunderer war Norman Lindsay. 1911 wurde ein kleiner Laden in der Bligh-street, Sydney, gegründet, um australische Kunstwerke zu verkaufen. Für eine Weile übernahm Gruner die Leitung des Ladens. Dann wurde er Assistent von Julian Ashton an der Sydney Art School und übernahm während Ashtons Krankheit die komplette Leitung des Unterrichts für ungefähr drei Monate. 1916 gewann er den Wynne-Preis mit der kleinen Landschaft "Morning Light", das von der National Gallery of New South Wales gekauft wurde. 1919 gewann Gruner erneut den Wynne-Preis. Im Folgejahr gaben ihm die Kuratoren den Auftrag, ein großes Gemälde für die Galerie "The Valley of the Tweed" zu malen. Obwohl dieses Werk 1921 den Wynne-Preis gewann und es eine tüchtige Arbeit war, wird es selten zu seinen besten Werken gezählt. Danach machte er selten Leinwand-Arbeiten größer als 24 Zoll.
1923 reiste Gruner nach Europa und war für ungefähr zwei Jahre fort. Die Auswirkungen der Reisen auf seine Arbeiten waren sehr bemerkenswert. Es gab mehr Vereinfachungen, er legte mehr Wert auf Muster, und auf einen freieren und weiteren Pinselschwung. Sir William Orpen hatte ihm konstruktive Kommentare zu seiner Arbeit gegeben, die Gruners Stil veränderten. Gruner interessierte sich weniger für Lichtprobleme und gelegentlich wiesen seine Werke einen leicht kalten Aspekt auf. Diese Änderungen kamen bei seinen Bewunderern nicht immer gut an, doch Gruner konnte sich nicht erlauben, in eine Grube zu fallen. 1927 hielt Gruner eine Einzelausstellung ab. Da er ein nicht sonderlich produktiver Künstler war, konnte er so gut wie alles verkaufen, was er produzierte. Gruner verbrachte viel Zeit damit, ein passendes Subjekt zu finden, und sogar noch mehr damit, es sorgfältig zu betrachten, ehe ein Pinselstrich getan wurde. Gruner begann, sich wieder für den Einsatz von Licht zu interessieren. Einige der ausgezeichneten Arbeiten seiner letzten Schaffensperiode kombinierten die Qualitäten seiner Kunst mit seiner Leidenschaft.
Gruner litt an chronischer Nierenentzündung und starb in seinem Haus in Waverley am 17. Oktober 1939. Er wurde nach anglikanischem Brauch eingeäschert.

## Gewinner des Wynne-Preises
- 1916 – Morning Light
- 1919 – Spring Frost
- 1921 – Valley of the Tweed
- 1929 – On the Murrumbidgee
- 1934 – Murrumbidgee Ranges, Canberra
- 1936 – An Australian Landscape
- 1937 – Weetangera, Canberra